# Нарахасі Акіра
Нарахасі Акіра (яп. 名良橋 晃, нар. 26 листопада 1971, Тіба) — японський футболіст.

## Виступи за збірну
1994 року дебютував в офіційних матчах у складі національної збірної Японії. Відтоді провів у формі головної команди країни 38 матчів.

## Статистика виступів
| Збірна Японії | Збірна Японії | Збірна Японії |
| Роки          | Ігри          | голи          |
| ------------- | ------------- | ------------- |
| 1994          | 1             | 0             |
| 1995          | 9             | 0             |
| 1996          | 0             | 0             |
| 1997          | 13            | 0             |
| 1998          | 9             | 0             |
| 1999          | 0             | 0             |
| 2000          | 0             | 0             |
| 2001          | 0             | 0             |
| 2002          | 2             | 0             |
| 2003          | 4             | 0             |
| Усього        | 38            | 0             |

## Титули і досягнення
- Клубні:
  - Чемпіон Японії: 1998, 2000, 2001
  - Володар Кубка Імператора: 1994, 1997, 2000
  - Володар Кубка Джей-ліги: 1997, 2000, 2002
  - Володар Суперкубка Японії: 1997, 1998, 1999
- Особисті:
  - у символічній збірній Джей-ліги: 2001